# Episodi di Gossip Girl (serie televisiva 2021) (prima stagione)
La prima stagione della serie televisiva Gossip Girl, composta da 12 episodi, è stata distribuita negli Stati Uniti dalla piattaforma streaming HBO Max dall'8 luglio al 2 dicembre 2021.
In Italia la stagione è trasmessa in prima visione sul canale satellitare Sky Serie dal 27 ottobre al 29 dicembre 2021.
| nº | Titolo originale                   | Titolo italiano                | Pubblicazione USA | Prima TV Italia  |
| -- | ---------------------------------- | ------------------------------ | ----------------- | ---------------- |
| 1  | Just Another Girl on the MTA       | Solo un'altra ragazza sull'MTA | 8 luglio 2021     | 27 ottobre 2021  |
| 2  | She's Having a Maybe               | Le ha risposto "può darsi"     | 15 luglio 2021    | 27 ottobre 2021  |
| 3  | Lies Wide Shut                     | Segreti svelati                | 22 luglio 2021    | 3 novembre 2021  |
| 4  | Fire Walks With Z                  | Fuoco cammina con Z            | 29 luglio 2021    | 10 novembre 2021 |
| 5  | Hope Sinks                         | La speranza affonda            | 5 agosto 2021     | 17 novembre 2021 |
| 6  | Parentsite                         | Genitori                       | 12 agosto 2021    | 24 novembre 2021 |
| 7  | Once Upon a Time in the Upper West | C'era una volta l'Upper West   | 25 novembre 2021  | 1º dicembre 2021 |
| 8  | Posts on a Scandal                 | Lo specchio                    | 25 novembre 2021  | 8 dicembre 2021  |
| 9  | Blackberry Narcissus               | Offline                        | 25 novembre 2021  | 15 dicembre 2021 |
| 10 | Final Cancellation                 | Boicottaggio finale            | 2 dicembre 2021   | 22 dicembre 2021 |
| 11 | You Can't Take It with Jules       | Gossip Grinch                  | 2 dicembre 2021   | 29 dicembre 2021 |
| 12 | Gossip Gone, Girl                  | Niente più gossip, tesoro      | 2 dicembre 2021   | 29 dicembre 2021 |

## Solo un'altra ragazza sull'MTA
- Titolo originale: Just Another Girl on the MTA
- Diretto da: Karena Evans
- Scritto da: Joshua Safran

### Trama
Dopo che gli studenti tornano a scuola in seguito alla pandemia di COVID-19, un gruppo di insegnanti crea un account anonimo su Instagram, Gossip Girl, per riprendersi il potere dai loro tormentatori adolescenti. Determinati ad iniziare una faida che rivaleggia con quella delle ex studentesse Blair e Serena, gli insegnanti si concentrano su Julien Calloway, un'influencer e studentessa che ha segretamente pagato la scuola per far ammettere la sua sorellastra minore, Zoya. Julien e Zoya sono finalmente unite, ma mantengono segreti, ai loro padri e agli amici di Julien, i messaggi che si inviavano sui social network. Dopo che Julien invita Zoya nel suo gruppo di amici, Gossip Girl smaschera la loro amicizia segreta e il piano di Julien riguardo alla borsa di studio pagata per Zoya da Julien stessa. L'account posta inoltre una foto di Zoya insieme al ragazzo di Julien, Obie, sostenendo che i due siano segretamente amanti. Julien organizza una sfilata di moda, ed è lì che organizza un piano per scagionare Zoya, ma Monet e Luna escogitano segretamente un modo per far cacciare Zoya. Dopo che Julien non ha aiutato Zoya, le due mettono fine alla loro amicizia mentre Zoya annuncia il suo piano per rovesciare Julien e si stringe a Obie, che scarica prontamente la sua ragazza. Nel frattempo, Audrey e Aki sviluppano entrambi un'attrazione per Max.

## Le ha risposto "può darsi"
- Titolo originale: She's Having a Maybe
- Diretto da: Karena Evans
- Scritto da: April Blair

### Trama
Mentre gli insegnanti si preparano per i colloqui con i genitori, Audrey è delusa dopo che sua madre, Kiki, non si presenta. Audrey convince Kiki a partecipare alla raccolta fondi della scuola, ma si arrabbia quando Kiki si ubriaca e si comporta in modo inappropriato. Nel frattempo, Obie tenta di avere una relazione con Zoya. Dopo che Gossip Girl pubblica una foto dei due insieme, Julien photoshoppa una foto di lei e Obie, portando la gente a pensare che Gossip Girl sia una bugiarda. Quando Zoya decide di lasciare la scuola, Julien interviene per scusarsi con lei e per convincere i loro padri a lasciarla rimanere. Altrove, Max mette gli occhi su Rafa nonostante sia un insegnante. Fa diverse avance, tra cui baciare Aki in un bagno per farlo ingelosire, prima che Rafa accetti che potranno uscire solo dopo che Max si diplomerà. Audrey poi va a letto con Max dopo che si arrabbia con Aki.

## Segreti svelati
- Titolo originale: Lies Wide Shut
- Diretto da: Jennifer Lynch
- Scritto da: Lila Feinberg

### Trama
Dopo che Julien e Max passano una serata fuori a festeggiare, scoprono che il padre di Max sta tradendo suo marito e che il padre di Julien ha una ragazza segreta, Lola. Obie incontra Nick che alla fine accetta di lasciare che Zoya e Obie escano per un appuntamento, ma dopo che Zoya si occupa della rimozione da Internet di alcune sue foto, si rivolge a Luna per una sorta di restyling. Gossip Girl scrive allora un post sui tradimenti nelle relazioni, e sia Audrey che Aki sono convinti che il post riguarda ciò che è successo con Max. Max chiede ad Aki di creare un profilo falso in un sito di incontri usando una foto di Rafa per beccare suo padre in flagrante, e Max e Julien invitano segretamente Rafa e Lola alla prima di una commedia di Broadway. Max rivela il tradimento di Roy a Gideon e, affranto e strafatto, rivela anche le infedeltà di Aki e Audrey ai due prima di passare la notte sul divano di Rafa. Julien e Davis concordano sul fatto che non c'è più nessuna ragione per nascondere la relazione con Lola. Nel frattempo, la scuola assume una squadra di intelligence per reprimere Gossip Girl. Preoccupati per cosa potrebbe accadergli, Kate e Jordan costringono Reema a postare sul loro account mentre il loro firewall è spento, permettendo che Reema venga considerata la creatrice dell'account.

## Fuoco cammina con Z
- Titolo originale: Fire Walks With Z
- Diretto da: Jennifer Lynch
- Scritto da: Courtney Perdue e Baindu Saidu

## La speranza affonda
- Titolo originale: Hope Sinks
- Diretto da: Pamela Romanowsky
- Scritto da: Aaron Fullerton

## Genitori
- Titolo originale: Parentsite
- Diretto da: Pamela Romanowsky
- Scritto da: Ashley Wigfield